# Ахсу (футбольный клуб)
«Агсу» (азерб. «Ağsu» Futbol Klubu) — азербайджанский футбольный клуб из одноименного города Агсу. Выступает в Первом дивизионе чемпионата Азербайджана по футболу. Был основан в 2012 году.

## Из истории клуба
Впервые о том, что в городе Ахсу будет создан новый футбольный клуб, заявил 4 ноября 2011 года во время встречи с журналистами президент АФФА Ровнаг Абдуллаев. К тому времени в Ахсу был уже сдан в эксплуатацию футбольный стадион, соответствующий международным стандартам.
2 декабря 2011 года глава Ассоциации Футбольных Федераций Азербайджана сделал повторное заявление, в котором объявил, что после переговоров с главой исполнительной власти Ахсуйского района было принято решение о создании футбольного клуба «Ахсу», который с 2012 года будет выступать в Первом Дивизионе.
Созданный в 2012 году клуб, в первый год своего существования выступал в Любительской Лиге чемпионата Азербайджана. Однако из-за неукомплектованности состава и вследствие этого нестабильного выступления через несколько месяцев клуб приостановил своё участие в первенстве.
Сформировав новый состав ФК «Ахсу» дебютировал в чемпионате Азербайджана среди клубов Первого Дивизиона, сезона 2012/2013 годов и с первого же раза занял первое место, получив право участия со следующего года в Премьер-Лиге. Однако, не сумев пройти лицензирование, клуб не смог дебютировать в высшей лиге.

## Руководство клуба
- Президент клуба — Махир Рустамов.

## Результаты

### Чемпионат
| Сезон     | Лига            | Место | Игр | В  | Н | П  | Р-М   | О  |
| --------- | --------------- | ----- | --- | -- | - | -- | ----- | -- |
| 2012—2013 | Первый дивизион | 1     | 24  | 20 | 3 | 1  | 65-18 | 63 |
| 2013—2014 | Первый дивизион | 4     | 30  | 17 | 7 | 6  | 56-26 | 58 |
| 2014—2015 | Первый дивизион | 2     | 30  | 21 | 4 | 5  | 70-22 | 67 |
| 2015—2016 | Первый дивизион | 3     | 26  | 13 | 8 | 5  | 46-29 | 47 |
| 2016—2017 | Первый дивизион | 3     | 26  | 16 | 5 | 5  | 63-21 | 53 |
| 2017—2018 | Первый дивизион | 9     | 27  | 8  | 4 | 15 | 25-48 | 28 |
| 2018—2019 | Первый дивизион | 13    | 26  | 4  | 5 | 17 | 24-62 | 17 |

### Кубок
| Сезон     | Лига            | Раунд         |
| --------- | --------------- | ------------- |
| 2012—2013 | Первый дивизион | 1/16          |
| 2013—2014 | Первый дивизион | 1/16          |
| 2014—2015 | Первый дивизион | 1/8           |
| 2015—2016 | Первый дивизион | не участвовал |
| 2016—2017 | Первый дивизион | не участвовал |
| 2017—2018 | Первый дивизион | 1/16          |
| 2018—2019 | Первый дивизион | 1/8           |

## Достижения
Победитель Первого дивизиона (2012/13).

## Состав команды
На сезон 2019/2020

| №  |                   | Поз. | Имя              | Год рождения |
| -- | ----------------- | ---- | ---------------- | ------------ |
| 3  | Флаг Азербайджана | Защ  | Фаррух Рагимов   | 1990         |
| 4  | Флаг Азербайджана | Защ  | Эльчин Гашимов   | 1985         |
| 5  | Флаг Азербайджана | Защ  | Кянан Ашрафли    | 2001         |
| 7  | Флаг Азербайджана | ПЗ   | Джейхун Раджабли | 1999         |
| 10 | Флаг Азербайджана | ПЗ   | Расул Ибрагимов  | 1998         |
| 11 | Флаг Азербайджана | Нап  | Галиб Амрахов    | 1989         |
| 12 | Флаг Азербайджана | Вр   | Шамо Гасанов     | 1996         |
| 15 | Флаг Азербайджана | Нап  | Вюсал Ибрагимов  | 1991         |
| 17 | Флаг Азербайджана | ПЗ   | Малик Бабаев     | 1992         |
| 19 | Флаг Азербайджана | ПЗ   | Рамиль Алиев     | 1990         |
| 20 | Флаг Азербайджана | Защ  | Самир Мамедов    | 2001         |

| №  |                   | Поз. | Имя              | Год рождения |
| -- | ----------------- | ---- | ---------------- | ------------ |
| 21 | Флаг Азербайджана | ПЗ   | Вюсал Мустафаев  | 2000         |
| 22 | Флаг Азербайджана | ПЗ   | Октай Мамедов    | 1999         |
| 28 | Флаг Азербайджана | Защ  | Вюгар Гёзелов    | 2001         |
| 38 | Флаг Азербайджана | Вр   | Магомед Алиев    | 1998         |
| 44 | Флаг Азербайджана | Защ  | Кянан Мамедов    | 1998         |
| 45 | Флаг Азербайджана | Вр   | Рамиль Керимов   | 1990         |
| 50 | Флаг Азербайджана | ПЗ   | Орхан Гулиев     | 1998         |
| 56 | Флаг Азербайджана | Защ  | Фарид Гасанзаде  | 2001         |
| 77 | Флаг Азербайджана | ПЗ   | Эльчин Алиев     | 1998         |
| 98 | Флаг Азербайджана | Защ  | Руслан Мирзалиев | 1998         |
| 99 | Флаг Азербайджана | ПЗ   | Давуд Махмудов   | 2000         |